# کردفان غربی (ایالت سودان)
غرب کردفان (به عربی: ولایة غرب کردفان) یکی از ۱۸ ایالت کشور سودان است که در کردفان جنوبی واقع شده‌است.

## خصوصیات
غرب کردفان ۱۱۱٬۳۷۳ کیلومترمربع مساحت و ۱٬۳۲۰٬۴۰۵ نفر جمعیت دارد.